# Adams Park
Adams Park (anciennement Causeway Stadium du nom de son ancien sponsor Causeway Technologies) est une enceinte sportive anglaise accueillant des matchs de football et de rugby à XV.
Localisée à High Wycombe, à l'ouest de Londres, c'est une arène de 10 137 places utilisée par l'équipe de football du Wycombe Wanderers Football Club. Le stade était également utilisé par l'équipe de rugby à XV des London Wasps jusqu'à ce que celle-ci déménage à la Ricoh Arena de Coventry en 2014.

## Historique
Ce stade fut inauguré le 9 août 1990. 

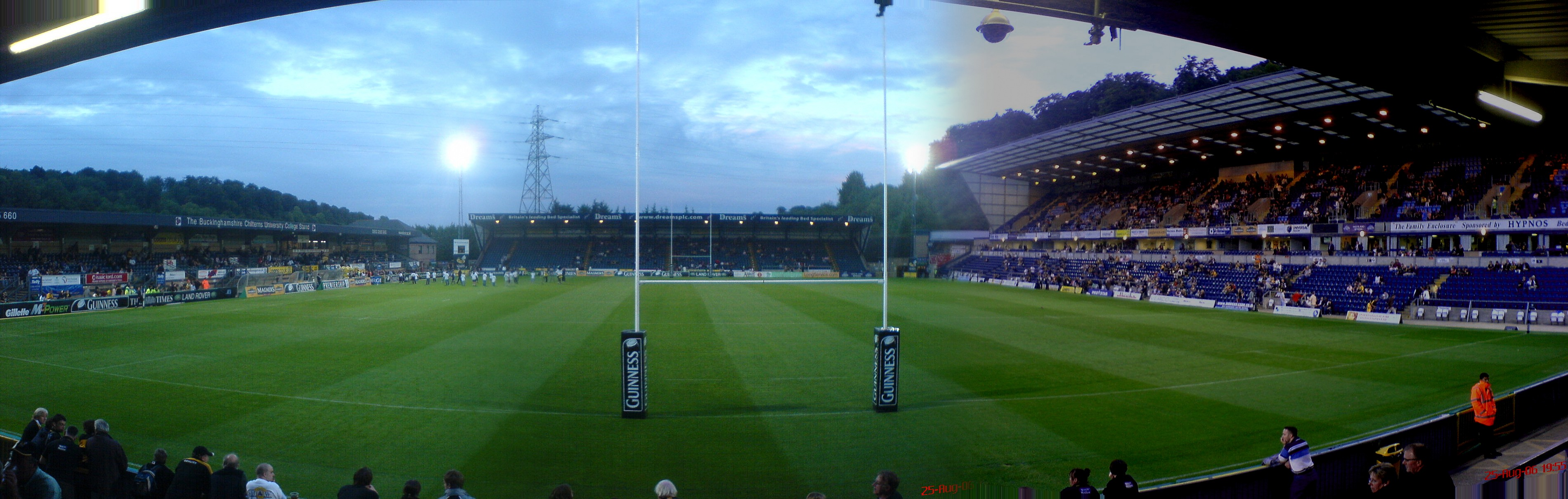
Vue du stade depuis Valley Terrace.